# سامانه نشر اشتراکی در اینترنت
سامانه نشر اشتراکی در اینترنت یا اسپیپ (به فرانسوی: Système de Publication pour l'Internet Partagé) (مخفف: SPIP) یک سیستم برای نشر بروی اینترنت است که به صورت یک نرم‌افزار آزاد توزیع شده‌است.
این سامانه که به خاطر نصب و نگهداری آسانش شهرت دارد، نوعی سیستم مدیریت محتوا تلقی می‌شود.